# The Journal of Popular Culture
The Journal of Popular Culture (« Le Journal de la culture populaire ») est une revue scientifique à comité de lecture anglophone consacrée à la culture populaire et la culture de masse créée en 1968. Bimensuelle, elle est publiée par Wiley-Blackwell.